# Ester Mendoza
Ester Mendoza (ur. 11 maja 1973) – peruwiańska zapaśniczka walcząca w stylu wolnym. Zajęła osiemnaste miejsce na mistrzostwach świata w 2002. Zdobyła srebrny medal na mistrzostwach panamerykańskich w 2003, a także na igrzyskach boliwaryjskich w 2001 roku.